# 柏彌紙店
有限会社柏彌紙店（かしわやかみてん）は、愛知県名古屋市中区橘にある和紙卸問屋。創業は文政7年（1824年）。1955年（昭和30年）設立。2019年（平成31年）までは1907年（明治40年）築の数寄屋造りの和風建築を社屋としていた。

## 歴史

旧社屋

- 1824年（文政7年） - 初代尾関彌兵衛により、名古屋城下の橘町（現在の橘町二丁目）にて和紙・筆商として創業する[1]。
- 1907年（明治40年） - 4代目尾関彌兵衛により、現在地である名古屋市橘町一丁目に移転する[1]。
- 1955年（昭和30年） - 尾関祐一（6代目彌兵衛）・弥一郎により、有限会社柏彌紙店として法人化する[1]。
- 1990年（平成2年） - 尾関和成（7代目彌兵衛）が名古屋市中区門前町にふすまのショールーム「からかみ屋」を開店させる[1]。
- 2011年（平成23年） - 社屋が認定地域建造物資産に認定される。
- 2019年（平成31年）1月25日 - 社屋の認定地域建造物資産の認定が解除される。
- 2020年（令和2年） - 社屋の建て替えが完成する。
- 2022年（令和4年） - 尾関良祐（8代目彌兵衛）が代表取締役社長に就任する。

## 取扱品目
- 襖（ふすま）紙、襖材料（襖下地、襖縁、引手）[1]
- 内装材（壁紙、クッションフロア、カーテン、カーペット）[1]
- ふすま・内装材施工工具及び接着剤[1]
- 美術小間紙（印刷・箱張り用和紙）[1]

## 所在地
- 〒460-0016 愛知県名古屋市中区橘1丁目4-6[1]